# Watu Kobese
Watu Kobese (* 27. Juni 1973 in Soweto) ist ein südafrikanischer Schachmeister.
Kobese erlernte Schach als Vierjähriger von seinem Vater. Als Achtjähriger spielte er sein erstes Turnier. 1989 erhielt er ein Stipendium und kam für dreieinhalb Jahre an das Schachgymnasium in Altensteig, wo er mit den Großmeistern Luděk Pachman, Miroslav Filip und Lothar Vogt trainierte. In Deutschland beteiligte er sich zwei Mal an der Württembergischen Meisterschaft und spielte seine ersten internationalen Turniere. Während seiner Zeit in Deutschland war er bei der FIDE für den Deutschen Schachbund gemeldet. 1995 erhielt er von der FIDE den Titel Internationaler Meister verliehen. Nachdem Kobese bei der Schacholympiade 1992 bereits für die südafrikanische Mannschaft nominiert wurde, aber ohne Einsatz blieb, nahm er zwischen 1994 und 2014 für Südafrika an neun Schacholympiaden teil. Mit der südafrikanischen Nationalmannschaft nahm Kobese außerdem am Schachwettbewerb der Afrikaspiele 2007 teil und erreichte den zweiten Platz. Kobese nahm an mehreren K.o.-Weltmeisterschaften der FIDE teil, schied allerdings jeweils in der ersten Runde aus. Bei der WM 2001 in Moskau gelang ihm gegen Péter Lékó in den regulären Partien ein 1:1 (+1 =0 −1), erst in den Schnellpartien setzte sich der ungarische Weltklassespieler durch. Kobese ist mehrfacher Gewinner der Meisterschaft von Südafrika (1998 und 2003 jeweils geteilt, 2007 mit 1,5 Punkten Vorsprung) und schneidet regelmäßig auf den vorderen Rängen bei den Kontinentalmeisterschaften Afrikas ab: Bei der Afrikameisterschaft 1998, ausgerichtet in Kairo, wurde er Dritter, 2001 (ebenfalls in Kairo) wurde er Zweiter hinter dem marokkanischen Großmeister Hicham Hamdouchi. Durch seinen 5. Platz bei der Afrikameisterschaft 2005 in Lusaka qualifizierte er sich für den Schach-Weltpokal 2005 in Chanty-Mansijsk, bei dem er in der ersten Runde gegen Boris Gelfand ausschied.
Im Oktober 2015 liegt er auf dem vierten Platz der südafrikanische Elo-Rangliste.